# 佛珠

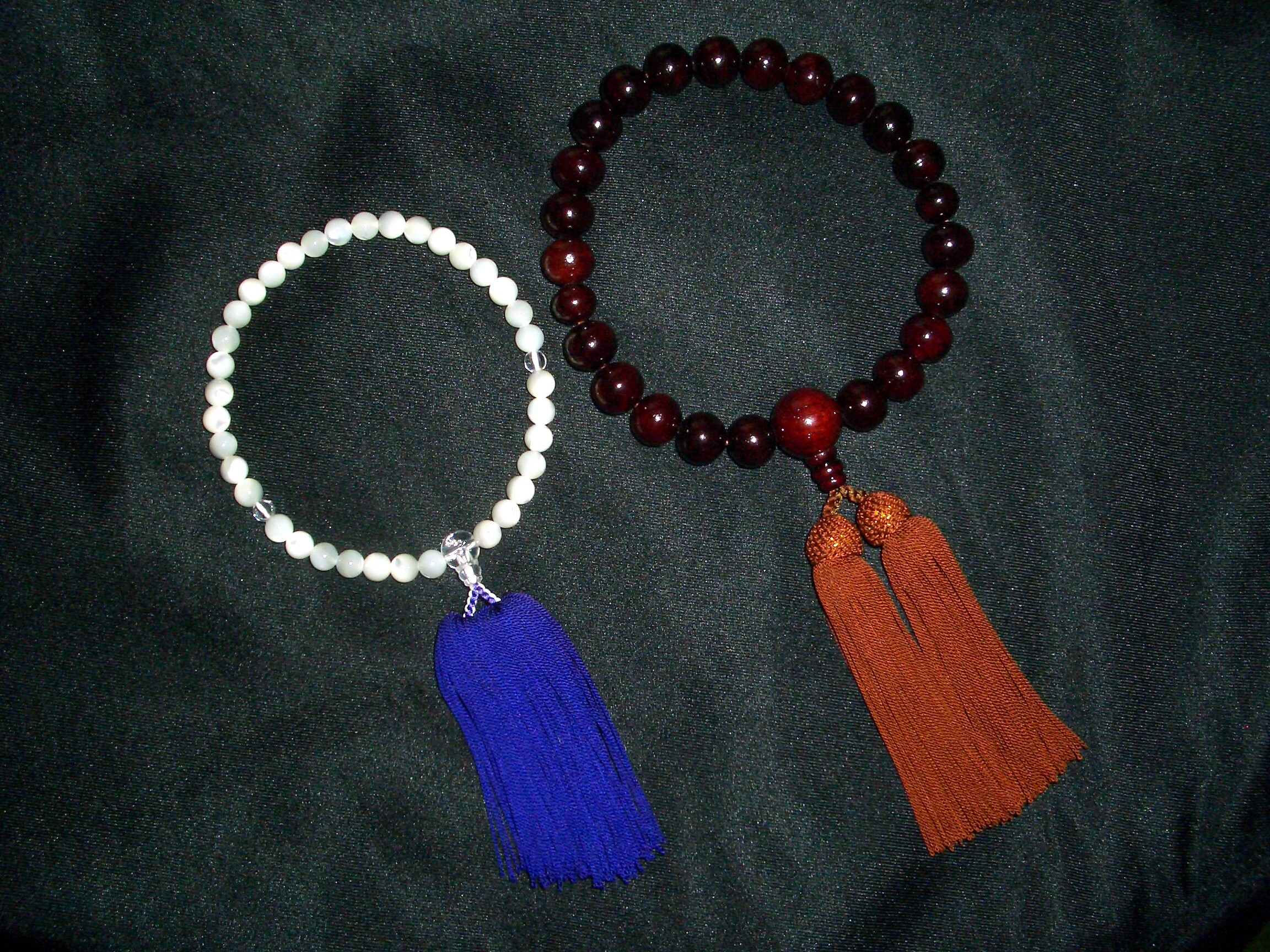
佛珠

佛珠，又稱唸珠、數珠，漢傳佛教名詞，是念佛菩薩聖號或持咒時，用以計數和束心的工具。而念佛是修行佛道基本方法之一，掐捻念珠誦經持咒念佛，能生諸種功德。梵語叫做〔缽塞莫〕。
而中國民間一般非佛教徒亦有配戴佛珠，因為非佛教徒亦多相信手戴佛珠保平安。

## 歷史
漢傳佛教中，最早使用唸珠的記載起源自唐代淨土宗祖師道綽。
大正藏中有《佛說木患子經》，相傳唸珠起於波流離王，以無患子做成。相傳此經是東晉時譯出，但譯出人不詳。相傳於梁朝譯出的《牟梨曼陀羅咒經》中提到缽塞莫，註解中說它即是數珠

## 材料
佛珠所用材料在佛教经典中均能寻到来源：

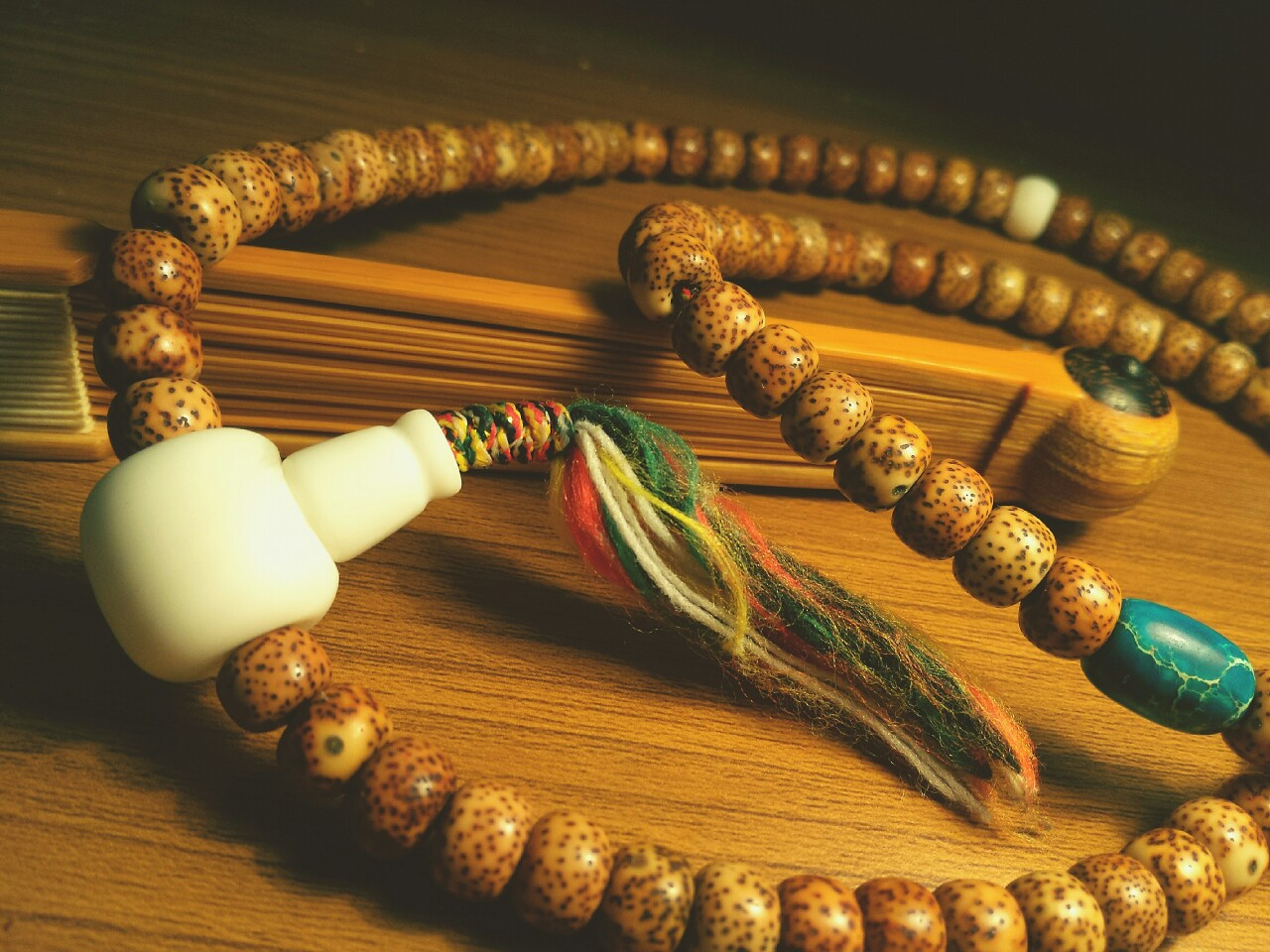
星月菩提子材质的佛珠

- 《陀羅尼集經》——金、銀、赤銅、水晶、木槵子、菩提子、蓮花子等七種。
- 《守護國界主陀羅尼經》——菩提子、金剛子、真珠、蓮花子、金銀諸寶及以上諸材料合成等。
- 《諸佛境界攝真實經》——香木、鍮石、銅、鐵、水晶、真珠、蓮花子、金剛子，間錯種種諸寶、菩提子等。
- 《般若經》——金、銀、琉璃、硨磲、瑪瑙、琥珀、珊瑚。

## 數量
在不同佛經中，記有不同數量的佛珠，各有不同的表法意義。數量愈多者，則結構愈多樣、複雜。
- 12顆：表示十二因緣。
- 14顆：表示觀世音菩薩十四種無畏功德。[5]
- 18顆：表示十八界，即六根、六塵、六識；表示十八不共法。
- 21顆：表示十地、十波羅蜜，以及佛果，共二十一個次地。
- 27顆：表示二十七賢聖，即十八有學與九無學。
- 36顆：表示息滅煩惱，六根各有苦、樂、捨三受合計十八種，六根之中又有好、惡、平合計十八種，共為三十六種煩惱。與108顆意義相同。
- 42顆：表示菩薩修行的四十二階位，即十住、十行、十回向、十地、等覺、妙覺。
- 108顆：此數量最為常見。表示息滅煩惱，三十六種煩惱又有過去、現在、未來三世，合為一百零八種煩惱。
- 1080顆：表示息滅煩惱，十法界之一百零八種煩惱，合為一千零八十種煩惱。

以上略舉常見之數目，仍有其他數目存在，但不論數目多寡，佛珠作為表法用具，能因手持、配戴時提醒修行人的身分，諸惡莫作、眾善奉行；亦讓旁人見者「一歷眼根，永為道種」。

## 结构
佛珠的结构以下:
- 母珠，俗称“三通”或“佛头”。通常只有一颗，但亦有两颗的，用以将不同数目的子珠归结于一处，同时还可以起到连接弟子珠、记子留和一些饰物或流苏的作用。旧时的母珠，多会在内部绘有佛像，采用凸透镜的原理，可以清晰地观察到里面的佛像。
- 佛塔，通常與母珠相連，作用為在串起子珠的穿繩於母珠歸結後，再通過佛塔加以作結固定，後通常配以飾物或中國結，如法輪結、盤長結等。多為上窄下廣，型如佛塔，亦有桶型、椎型、珠型不等。
- 子珠，用以計數的珠子。
- 隔珠，又称作“间隔珠”、“間珠”、“节珠”或“数取”。多用来将子珠平均分隔开。
- 記子，又稱弟子珠，是串在母珠之另一端，用以计掐持誦的遍数。基本上，一條表十位數，一條表百位數。如果珠孔略較繩大，則會鬆脫不易卡住固定，成為裝飾性質。若為記數，可另外配上記數器，以扣環扣在念珠上。
- 記子留，是指每串記子之末端所附的珠子。用以装饰固定。
- 記數器，為另外編製附於念珠之上，有編一串一條者，有編一串二條者，珠孔為可以固定於繩上者。在藏式念珠上，通常配有二個記數器，上串有十顆小珠子，一條表百位數，一條表千位數，而為區別二者都掛有不同飾品的法器或禮器，其中多以鈴和金剛杵作區分。在漢式，另編一串記數器以扣環扣在念珠上，一串上分出二條繩，各穿十顆珠子，一表十位數，一表百位數。
- 卡子，在藏式念珠用以表萬位數。配有金屬扣環，可以打開取出。作用為先扣在佛頭和其中一邊第一個子珠之間，滿一萬遍時便移扣在第二個和第三個子珠之間，以此類推。一般念珠也見使用，其功能為裝飾外，也可用在記數時，若遇突發事件如有人按門鈴、電話響時，須離開時扣在暫時停住的位置，回來時可重頭或從卡子處持誦。

## 使用

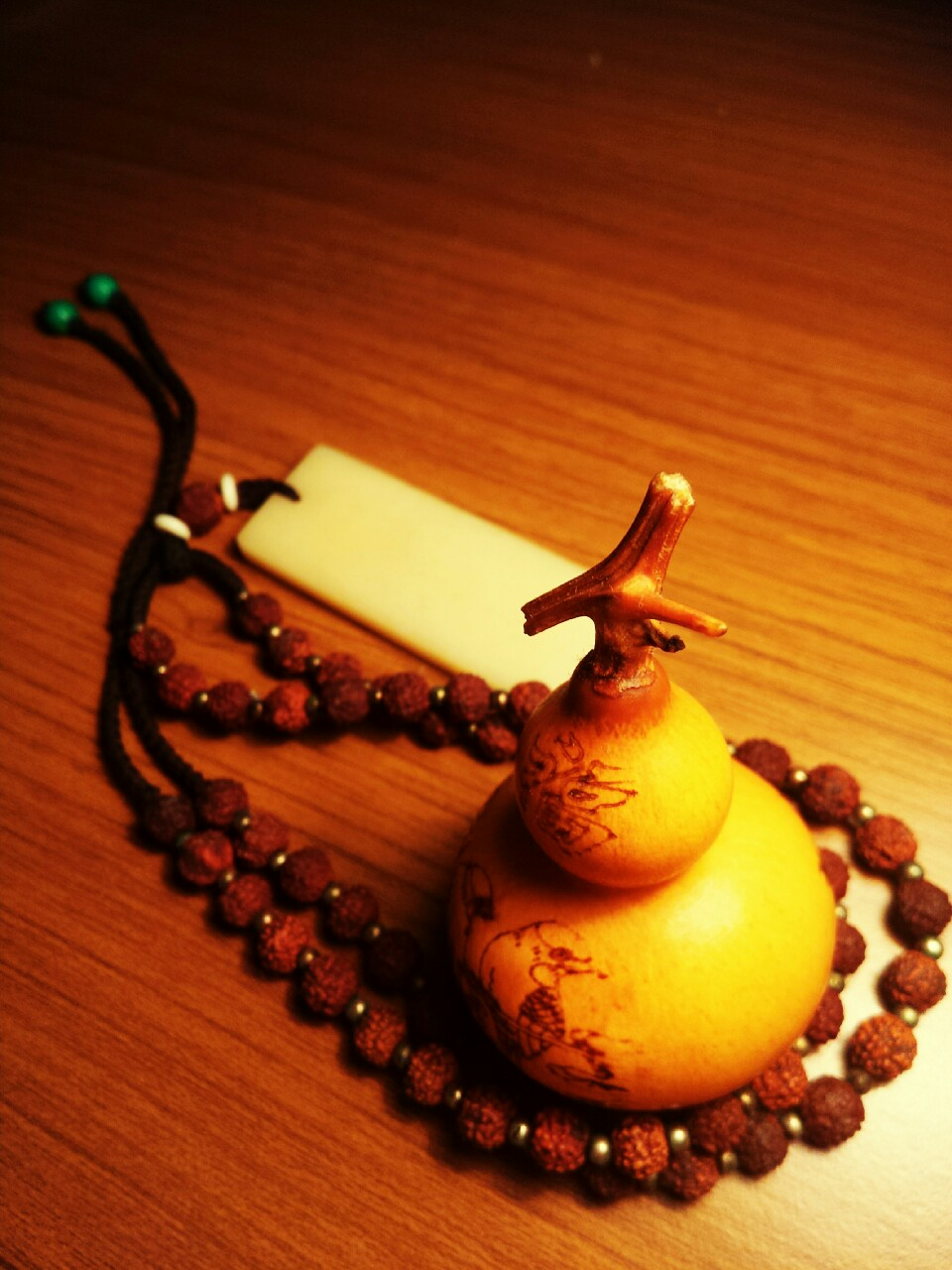
金刚菩提子材质的佛珠与烫花葫芦

使用方法：一般持念珠念佛是由母珠旁的念珠開始，每念佛號、經文或咒語一遍即用心捻掐一顆念珠，間珠不算，如有記子每捻珠念佛滿一串珠時即撥動一記子，而捻珠至母珠時多不越過，而逆向而回，因為據金剛頂瑜伽念珠經所戴，各念珠表示觀音，母珠表示無量壽或修行成滿之佛果，故捻珠至母珠時要逆向而還，否則即犯越法罪。
除了一些宗派如密宗對持念珠有一定規定外，其他的記載大多沒有嚴格的規定。
在佛教經典中，對於掐珠的方法，也有不同的記載：
- 《攝真實經》中對執持念珠的方法是這樣的：
  - 佛部：應用右手母指與頭指（食指也）掐之。
  - 金剛部：應用右手母指與無名指掐之。
  - 蓮花部：應用右手母指與四指掐之。
  - 羯磨部：應用右手母指與四指掐之。
- 《蘇悉地經》的記載是只有胎藏界三部：
  - 佛部：右手大指與無名指之頭相合，中指與小指直立，頭（食）指少屈，附於中指中節以掐之。
  - 蓮花部：合大指與中指之頭，余指皆舒而掐之。
  - 金剛部：合大指與食指之頭，余皆舒而掐之。
- 《軍荼利儀軌》云：以右手大指捻頭指，當心撥珠，余三指散直（這是佛部的[說法印]，亦名[持名印]，這裡則為[念誦印]。）左手引珠，右手持珠，如轉法輪狀。
- 《無量壽儀軌》云：二手當心，各聚五指，如未敷蓮花，左手持念珠，以右手大指無名指移珠，誦至最後一字移一珠。

## 各門宗派的佛珠

### 漢傳佛教
普遍採108顆念珠，以圓珠為主。1個佛塔、母珠(起)→27顆子珠→1個隔珠→27顆子珠→1個隔珠→27顆子珠→1個隔珠→27顆子珠→回到母珠。或1個佛塔、母珠(起)→108顆子珠→回到母珠。而在佛塔收尾則配有吉祥飾品或中國結。

### 藏傳佛教
普遍採108顆念珠，有圓珠、扁珠、桶珠。基本樣式採漢傳樣式，但會在母珠兩側加掛「計數器」，計數器的珠子多採銀色金屬所製。

### 日本佛教

#### 天台宗
天台宗佛珠，輪狀主珠為108粒、親珠1粒和四天珠4粒，以上3種珠一律以平珠為準；少數部份門派的親珠和四天珠以圓珠代替。
本體排列位置：
一粒親珠（起）→七粒平珠→一粒四天珠（平）→十四粒平珠→一粒四天珠（平）→
六十六粒平珠→一粒四天珠（平）→十四粒平珠→一粒四天珠（平）→七粒平珠→
一粒親珠（終＋出）
房：
一粒親珠（出）→一條粗繩→一粒圓珠（隨意）→淚結→
一邊二十粒平珠 / 一邊十粒圓珠→兩邊繩末端加淚珠→繡球 / 流蘇（終）
母珠出線位穿起房後以卍字結綁起。
房中間打起繩結—淚結的方向打法不同以作分辨男、女，房下兩邊各穿有十粒圓珠和二十粒平珠象徵佛陀十大弟子的淚水証明。

#### 真言宗
真言宗佛珠，輪狀主珠為108粒、親珠2粒和四天珠4粒，一律以果珠為準；少數部份門派的主珠以圓珠代替。
本體排列位置：
一粒親珠（起）→七粒果珠→一粒四天珠（圓）→十四粒果珠→一粒四天珠（圓）→
三十三粒果珠→（起）一粒親珠（終）→三十三粒果珠→一粒四天珠（圓）→
十四粒果珠→一粒四天珠（圓）→七粒果珠→一粒親珠（終＋出）
房：
一粒母珠（左、右七粒位，出）→淚結→一條粗繩→一粒圓珠（隨意一邊）→
卍字結→兩邊各有十粒果珠→淚珠→菊房 / 流蘇（終）
一粒母珠（左、右三十三粒位，出）→卍字結→一條粗繩→淚結→兩邊各有十粒果珠→兩邊繩末端附加淚珠→菊房 / 流蘇（終）
房中間打起繩結—淚結的方向打法不同以作分辨男、女，房下兩邊各穿有十粒圓珠象徵佛陀十大弟子。

真言宗佛珠分有三種:
- 大眾用：一般真言宗佛寺、一般日本家庭或一部分靈能者普遍採用；
- 僧侶專用：真言宗僧侶專用數珠：百八圓珠、四粒小圓珠、兩粒母珠、一條長的紅色貫線、附加副珠的白色的房（用白繡珠）。
- 五大力念珠：由日本昭和年間（1926-1989，63年），醍醐山傳法學院院長兼真言宗醍醐派高僧—服部如實大師（1899-1971，72歲）禪悟所得。本體排列位置與僧侶專用為藍本，而房以五色紐長流蘇代替繡球。

#### 淨土宗
三萬繰數珠（男用）
房：
大百八環金扣起小百八環金→粗繩穿過小百八環金→淚結→一邊十粒平珠 / 一邊六粒圓珠→兩邊繩末端加淚珠→繡球 / 流蘇（終）
本體排列位置（下數珠）：
一粒母珠（起）→二十一粒小圓珠與二十粒圓主珠交錯連接→
穿起房→一粒母珠→淚結（終）
本體排列位置（上數珠）：
一粒母珠（起）→二十七粒圓主珠→穿起下數珠→一粒母珠→淚結（終）
六萬繰數珠（女用）
房：
大百八環金扣起小百八環金→粗繩穿過小百八環金→淚結→一邊十粒平珠 / 一邊六粒圓珠→兩邊繩末端加淚珠→繡球 / 流蘇（終）
本體排列位置（下數珠）：
一粒母珠（起）→二十八粒小圓珠與二十七粒圓主珠交錯連接→
穿起房→一粒母珠→淚結（終）
本體排列位置（上數珠）：
一粒母珠（起）→四十粒圓主珠→穿起下數珠→一粒母珠→淚結（終）
淨土宗的信徒執起本門數珠時，經常連房中的副珠一同數算誦經；男信徒的三萬繰數珠以27×20×6×10等珠之大數等同誦經32,400次數，而女信徒的六萬繰數珠以40×27×6×10等珠之大數等同誦經64,800次數；故此有「三萬淨土數珠」和「八寸六萬淨土數珠」之稱。

#### 淨土真宗
片手念珠（男用）
一粒母珠（起）→六粒主珠→一粒天王珠→十五粒主珠→一粒天王珠→六粒主珠→一粒母珠（終＋出）→佛塔（出）→紐房（終）
片手念珠（女用）
一粒母珠（起）→七粒主珠→一粒天王珠→二十二粒主珠→一粒天王珠→七粒主珠→一粒母珠（終＋出）→佛塔（出）→新松房（終）
八寸信徒（女用）
本體排列位置：
一粒親珠（起）→七粒圓珠→一粒四天珠（圓）→十四粒圓珠→一粒四天珠（圓）→
三十三粒圓珠→（起）一粒親珠（終）→三十三粒圓珠→一粒四天珠（圓）→
十四粒圓珠→一粒四天珠（圓）→七粒圓珠→一粒親珠（終）
房：
一粒母珠（左、右七粒位，出）→一條粗繩→一粒圓珠（隨意一邊）→
淚結（女）→兩邊各有五粒圓珠→卍字結→兩邊各有五粒圓珠→淚珠→流蘇（終）
一粒母珠（左、右三十三粒位，出）→卍字結→一條粗繩→蓮如結→流蘇（終）

#### 臨濟宗
男用
本體排列位置：
一粒母珠（起）→七粒圓珠→一粒四天珠（圓）→十四粒圓珠→一粒四天珠（圓）→
六十六粒圓珠→一粒四天珠（圓）→十四粒圓珠→一粒四天珠（圓）→七粒圓珠→
一粒母珠（終＋出）→佛塔（出）→紐房（終）
女用
本體排列位置：
一粒母珠（起）→七粒圓珠→一粒四天珠（圓）→十四粒圓珠→一粒四天珠（圓）→
六十六粒圓珠→一粒四天珠（圓）→十四粒圓珠→一粒四天珠（圓）→七粒圓珠→
一粒母珠（終＋出）→佛塔（出）→流蘇（終）

#### 曹洞宗
男用
本體排列位置：
一粒母珠（起）→十八粒圓珠→一粒四天珠（圓）→十八粒圓珠→一粒四天珠（圓）→
十八粒圓珠→（起）一粒向珠（終）→大百八環金→十八粒圓珠→一粒四天珠（圓）→十八粒圓珠→一粒四天珠（圓）→十八粒圓珠→一粒母珠（終＋出）→佛塔（出）→
紐房 / 流蘇（終）
女用
本體排列位置：
一粒母珠（起）→十八粒圓珠→一粒四天珠（圓）→十八粒圓珠→一粒四天珠（圓）→
十八粒圓珠→（起）一粒向珠（終）→大百八環金→十八粒圓珠→一粒四天珠（圓）→十八粒圓珠→一粒四天珠（圓）→十八粒圓珠→一粒母珠（終＋出）→佛塔（出）→
淚結（女）→流蘇（終）